# FIFA 08
FIFA 08 (també conegut com a FIFA Football 08 i/o FIFA Soccer 08) és el darrer videojoc de la saga popular de videojocs de futbol FIFA d'Electronic Arts. Desenvolupat per EA Canada, i serà publicat per Electronic Arts a tot el món. Fou llançat la tardor del 2007 per Xbox 360, PlayStation 2, PlayStation Portable, Nintendo DS, ordinador, mòbil, PlayStation 3, N-Gage i Wii.

## Característiques
El videojoc té una nova característica que permetrà al jugador prendre el control d'un jugador de manera individual per a tot el partit en un mode anomenat "Be-A-Pro".

### Wii
La versió per la Wii contindrà característiques i jugabilitat úniques. Hi haurà minijocs per jugar amb la Mii. Es podrà tenir mans al videojoc, una primera característica amb el joc relacionat amb la Mii. El Nunchuk serà utilitzat per controlar el cos del jugador, amb l'estic analògic per fer moure el jugador a totes direccions; el botó Z és usat per fer l'impuls per córrer i xutar la pilota. La versió Wii compta amb un joc exclusiu anomenat "RonaldMiinho" jugat amb un mode creat i dissenyat exclusivament per la Wii en el qual s'anomena Footii Party amb Ronaldinho. Amb aquest mode, al Fifa 08 s'introdueix jocs únics - fins i tot el Table Football i Shoot Off – on el jugador pot jugar amb un personatge autocreat al Mii per desbloquejar en Ronaldinho i guanyar.

## Lligues disponibles
- A-League australiana nou
- Bundeslliga austríaca
- Lliga belga de futbol
- Campeonato Brasileiro Série A
- Lliga danesa de futbol
- FA Premier League
- Football League Championship
- Football League One
- Football League Two
- Campionat francès de futbol
- Ligue 2 francesa
- Bundesliga alemanya 1
- Bundesliga alemanya 2
- FAI Premier Division nou
- Italian Serie A
- Italian Serie B
- K-League coreana
- Major League Soccer
- Primera División de México
- Tippeligaen de Noruega
- Orange Ekstraklasa polonesa
- BWINLIGA portuguesa
- Gambrinus Liga nou
- Scottish Premier League
- Primera Divisió Espanyola
- Segona Divisió Espanyola
- Allsvenskan sueca
- Lliga suïssa de futbol
- Turkcell Super League

Llegenda

nou - Per primera vegada inclosa a la saga FIFA

## Cobertes de videojocs
Ronaldinho surt en la portada a totes les regions, acompanyat d'alguns jugadors depenent del país.
- Àustria: Andreas Ivanschitz, del Panathinaikos FC
- França: Florent Malouda, del Chelsea FC & Franck Ribéry drl Bayern de Múnic
- Alemanya: Miroslav Klose, del Bayern de Múnic
- Estat espanyol: Sergio Ramos, del Reial Madrid
- Suïssa: Tranquillo Barnetta, del Bayer Leverkusen

## Banda sonora
- Travis, "Closer"
- Dover (grup musical), "Do Ya"
- Sonic Youth, "Kool Thing"